# 白琳镇
白琳镇，是中华人民共和国福建省宁德市福鼎市下辖的一个乡镇级行政单位。

## 行政区划
白琳镇下辖以下地区：
白琳社区、茶场社区、玉琳村、康山村、下炉村、车洋村、大赖村、翠郊村、棠园村、牛埕下村、岭头坪村、高山村、郭阳村、外宅村、坑里洋村、秀洋村、楩树岔村、旺兴头村、藤屿村、翁江村、白岩村和沿州村。